# 石打ダム
石打ダム（いしうちダム）は、熊本県宇城市三角町大字中村、二級河川・波多川水系八柳川に建設されたダム。
堤高38.5mの重力式コンクリートダムである。波多川総合開発計画の一環として水害防止と利水を目的に建設された。周辺の地形から八柳川に建設されたが流量が少ないため、隣接する波多川に取水堰を設け導水トンネルでダムへと導いている。

## 沿革
波多川下流域一帯は豪雨の度に水害に見舞われており、1972年の昭和47年7月豪雨には甚大な被害を受けた。
また、波多川が農業用水に利用されているほか旧三角町は地下水を水道用水としてきたが、水不足も深刻で1978年（昭和53年）には大渇水に見舞われた。
波多川は疎通能力が低いため水害対策として河川拡幅が検討されたが、流域は田畑が広がっており拡幅は困難と判断され、農業用水・水道用水確保と併せてダムを建設することとなった。
県は1975年（昭和50年）より調査を開始し1979年（昭和54年）に実施計画調査を実施、1984年（昭和59年）に建設に着手した。

## 周辺
周辺は公園として整備されており、魚釣りなどが楽しめる。堤頂の道路が右岸と左岸を結んでおり、両岸に数台が駐車できる駐車場や案内板、公衆トイレが数ヶ所に点在している。右岸のダムサイト近くには石打ダム資料館があり、ダムについて学ぶことができるほか建物内にダムサイトを展望できる空間が設けられている。隣接する石打ダム管理所と併せてくまもとアートポリス参加プロジェクトであるため特徴的な形状をしている。
ダムはJR三角線石打ダム駅から約1.4 km の距離にあり、駅からダムまでの道路は九州自然歩道のルートの一部ともなっている。自動車でのアクセスは国道266号の戸馳大橋付近に設けられている案内板から入り約5 km 程である。

### 建築概要
- 石打ダム資料館
  - 設計― 入江経一
  - 竣工― 1993年
  - 敷地面積― 1,481m2
  - 建築面積― 520m2
  - 延床面積― 455m2
  - 構造― RC造,S造
  - 規模― 地上2階

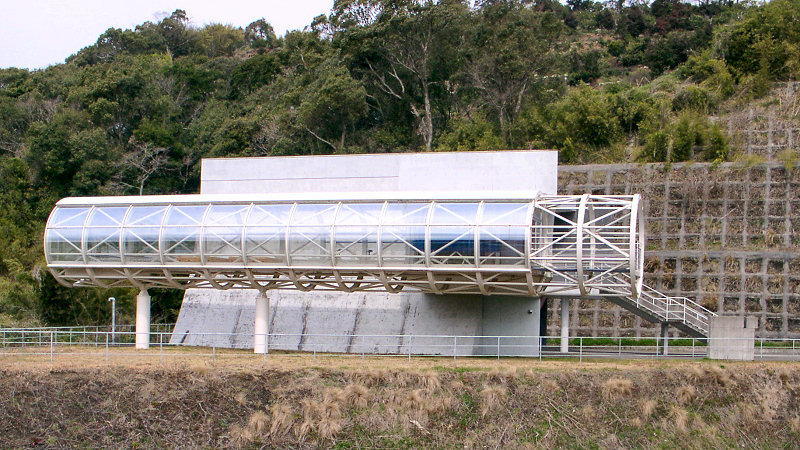
石打ダム資料館

  - 所在地― 宇城市三角町大字中村字八久保3629-2

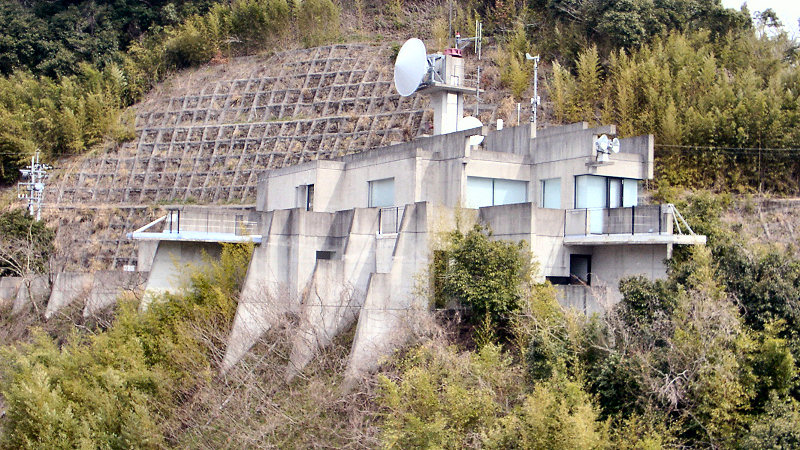
石打ダム管理所

  - 受賞―

- 石打ダム管理所
  - 設計― 青木茂
  - 竣工― 1991年
  - 敷地面積― 632m2
  - 建築面積― 179m2
  - 延床面積― 270m2
  - 構造― RC造
  - 規模― 地上2階
  - 所在地― 宇城市三角町中村
  - 受賞―

## 参考資料
- 『石打ダム工事誌』：熊本県土木部河川課編。熊本県 1993年
- 『ダム便覧 2006』：日本ダム協会。2006年